# Carl Nyrén (präst)
Carl Nyrén, född 30 augusti 1726 i Gammalkils församling, Östergötlands län, död 25 januari 1789 i Kuddby församling, Östergötlands län, var en svensk präst och författare.

## Biografi
Carl Nyrén föddes 1726 på Skränge i Gammalkils församling. Han var son till trumpetaren Peter Nyman vid Östgöta kavalleriregemente och Christina Magdalena Wallberg. Nyrén studerade i Linköping och blev höstterminen 1749 student vid Lunds universitet. Han blev 1750 amanuens vid Concistorium academicum i Lund med en lön på 150 daler silvermynt och var 1751–1752 tillförordnad akademisekreterare. År 1754 blev han fiskal vid Alingsås manufakturverk med en lön på 300 daler silvermynt och 30 augusti 1755 vice direktör vid manufakturverket med en lön på 1000 daler silvermynt. Nyrén avlade filosofie magister vid Lunds universitet 2 juni 1757. Han tog 1761 avsked från vice direktör tjänsten vid Alingsås manufakturverk och reste därefter till Uppsala. Där blev han samma år student vid Uppsala universitet och medlem i Östgöta nation, Uppsala. Under sin studietid fick han bland annat höra på Carl von Linnés föreläsningar. Nyrén blev 1762 lektor i historia och ekonomi vid Katedralskolan, Linköping och plantage direktör över Östergötland en lön på 600 daler silvermynt. Den 23 april 1766 lektor i grekiska vid nämnda Katedralskola. Nyrén prästvigdes 21 december 1766 och blev 4 december 1770 kyrkoherde i Kuddby församling, tillträdde 1771. Han var från 10 april 1771 kontraktsprost i Vikbolands kontrakt. Han blev teologie doktor vid Königsbergs universitet 1783. Nyrén avled 1789 i Kuddby församling och begravdes av kyrkoherden Jonas Sundelin i Östra Stenby församling med likpredikan av kyrkoherde Schenmark i Östra Ny församling.
Nyrén var flitig som författare och efterlämnade 81 band handskrifter (idag förvarade på Linköpings stifts- och landsbibliotek). Bland hans arbeten märks den misslyckade satiren Mappa geographica Scelestinæ, eller stora Skälmslandets geographiska beskrifning (1786). Av större värde är en gratulationsskrift författad i samband med Patrick Alströmers bröllop 1760, vilken innehåller realistiska folklivsskildringar. Nyréns självbiografi Charaktersskildringar och minnen... (tryckt 1836) är skriven med naiv öppenhet och är av kulturhistoriskt intresse.

### Familj
Nyrén gifte sig 2 februari 1764 med Maria Hadelin (1734–1793). Hon var dotter till ryttmästaren Johan Hadelin vid Södra skånska kavalleriregementet och Anna Christina Björkman. De fick tillsammans barnen Christiana Nyrén som var gift med kyrkoherden Anders Lilja i Östra Stenby församling och kanslisten Johan Peter Nyrén (född 1771) vid Norrköpings rådhusrätt.

### Översättningar
- 1757 – Ode sur la guerre, på swensk wers, Göteborg.[6]
- 1758 – Alexander Blackwells lefwerne, Göteborg.[6]
- 1758 – Baron G. H. Görtz lefwerne, Göteborg.[6]
- 1760 – Jonathan Swifts lefwerne, Göteborg.[6]
- 1761 – Historisk underrättelse om Franrikes under handlingar med England ifrån den 26 Mars 1761 till den 20 Sept. s. å. jemte dertil hörande handlingar, Stockholm.[6]
- 1762 – Snillenöjen, Uppsala.[6]
- De flesta af "Rabeners Satirer", Stockholm, Uppsala och Norrköping.[6]
- 1783 – Fråga om musiken bidrager något till helsan? Förestöld af Paul Jac. Malonin i Paris, den 14 Mars 1743, Stockholm.[6]

### Psalmer
- O Gud, jag nödgas klaga